# The Missing Million
The Missing Million é um filme policial britânico de 1942, dirigido por Philip Brandon e estrelado por Linden Travers, John Warwick e Patricia Hilliard. Foi adaptado de um romance de Edgar Wallace.

## Sinopse
Um milionário é perseguido por uma gangue criminosa.

## Elenco
- Linden Travers - Joan Walton
- John Warwick - Bennett
- Patricia Hilliard - Dora Coleman
- John Stuart - Inspetor Dicker
- Ivan Brandt - Rex Walton
- Brefni O'Rorke - Michael Coleman
- Charles Victor - Nobby Knowles
- Marie Ault - Sra. Tweedle